# Rachid Ghezzal
Rachid Ghezzal (Décines-Charpieu, 9 mei 1992) is een Frans-Algerijns voetballer die doorgaans als vleugelspeler speelt. Ghezzal debuteerde in 2015 in het Algerijns voetbalelftal.

## Clubcarrière
In juli 2010 tekende Ghezzal een profcontract bij Olympique Lyon. Tijdens de voorbereiding op het seizoen 2012/13 werd Ghezzal door coach Rémi Garde bij het eerste elftal gehaald. Hij maakte zijn profdebuut op 4 oktober 2012 in de Europa League tegen het Israëlische Hapoel Ironi Kiryat Shmona. Hij begon meteen in de basiself en werd na een uur spelen naar de kant gehaald. Lyon won het duel met 3-4, na doelpunten van Fabián Monzón, Anthony Réveillère en Gueïda Fofana (2x). Hij maakte zijn competitiedebuut op 21 oktober 2012 tegen Stade Brest als invaller voor Bafétimbi Gomis, die het enige doelpunt van de wedstrijd op zijn naam schreef. In zijn debuutseizoen speelde hij veertien competitiewedstrijden.

## Clubstatistieken
| Seizoen | Club            | Competitie     | Competitie | Competitie | Beker | Beker | Internationaal | Internationaal | Totaal | Totaal |
| Seizoen | Club            | Competitie     | Wed.       | Dlp.       | Wed.  | Dlp.  | Wed.           | Dlp.           | Wed.   | Dlp.   |
| ------- | --------------- | -------------- | ---------- | ---------- | ----- | ----- | -------------- | -------------- | ------ | ------ |
| 2012/13 | Olympique Lyon  | Ligue 1        | 14         | 1          | 2     | 0     | 4              | 0              | 20     | 1      |
| 2013/14 | Olympique Lyon  | Ligue 1        | 0          | 0          | 0     | 0     | 0              | 0              | 0      | 0      |
| 2014/15 | Olympique Lyon  | Ligue 1        | 18         | 0          | 3     | 0     | 2              | 0              | 23     | 0      |
| 2015/16 | Olympique Lyon  | Ligue 1        | 29         | 8          | 4     | 2     | 4              | 0              | 37     | 10     |
| 2016/17 | Olympique Lyon  | Ligue 1        | 26         | 2          | 1     | 0     | 11             | 1              | 38     | 3      |
| 2017/18 | AS Monaco       | Ligue 1        | 26         | 2          | 5     | 0     | 4              | 0              | 35     | 2      |
| 2018/19 | Leicester City  | Premier League | 19         | 1          | 4     | 2     | —              | —              | 23     | 3      |
| 2019/20 | → Fiorentina    | Serie A        | 19         | 1          | 2     | 0     | —              | —              | 21     | 1      |
| 2020/21 | → Beşiktaş      | Süper Lig      | 31         | 8          | 4     | 0     | —              | —              | 35     | 8      |
| 2021/22 | Beşiktaş        | Süper Lig      | 35         | 4          | 3     | 0     | 5              | 1              | 43     | 5      |
| 2022/23 | Beşiktaş        | Süper Lig      | 11         | 2          | 0     | 0     | —              | —              | 11     | 2      |
| 2023/24 | Beşiktaş        | Süper Lig      | 27         | 1          | 5     | 1     | 2              | 0              | 34     | 2      |
| 2024/25 | Çaykur Rizespor | Süper Lig      | 23         | 4          | 2     | 0     | —              | —              | 25     | 4      |
| Totaal  | Totaal          | Totaal         | 278        | 34         | 35    | 5     | 32             | 2              | 345    | 41     |

Bijgewerkt tot en met het seizoen 2024/25.

## Interlandcarrière
Ghezzal bezit zowel de Franse als de Algerijnse nationaliteit. Hij debuteerde in 2015 in het Algerijns voetbalelftal. Zijn oudere broer, Abdelkader Ghezzal, is ook meervoudig Algerijns international.